# Punta Tirada
La punta Tirada (en inglés: Strike Off Point) es un cabo ubicado al noreste de la isla Soledad del archipiélago de las Malvinas, que marca el punto norte de la península de Freycinet, en la costa de la bahía de la Anunciación. Además, al sur de la punta se eleva el monte Redondo. y norte  se encuentra la punta Lamarche.